# Psilopilum aequinoctiale
Psilopilum aequinoctiale är en bladmossart som beskrevs av W. P. Schimper in C. Müller 1897. Psilopilum aequinoctiale ingår i släktet järvmossor, och familjen Polytrichaceae. Inga underarter finns listade i Catalogue of Life.